# Flat Spur
Der Flat Spur (englisch für Flacher Sporn) ist ein Felssporn im ostantarktischen Viktorialand. In der Asgard Range ragt er nordöstlich des Brunhilde Peak auf und erstreckt sich zwischen dem nördlichen und südlichen Seitenarm des Sykes-Gletschers.
Seinen deskriptiven Namen erhielt er durch das New Zealand Antarctic Place-Names Committee.